# Łąkorek
Korek [wɔnˈkɔrɛk] (tiếng Đức: Lonkorrek)  là một ngôi làng ở quận hành chính của Gmina Biskupiec, trong huyện Nowomiejski, Warmińsko-Mazurskie, ở miền bắc Ba Lan.
Ngôi làng có dân số xấp xỉ 200.

## Cư dân đáng chú ý
- Friedrich Lange (1849-1927), bác sĩ phẫu thuật người Đức